# Tubificoides calvescentis
Tubificoides calvescentis är en ringmaskart som beskrevs av Erseus, Giere, Dreyer och Bailey-Brock 2005. Tubificoides calvescentis ingår i släktet Tubificoides och familjen glattmaskar. Inga underarter finns listade i Catalogue of Life.